# 秋保大滝
秋保大滝（あきうおおたき）は、宮城県仙台市太白区秋保町にある滝。蔵王国定公園および県立自然公園二口峡谷の地域内を流れる名取川上流部において、落差55m、幅6mで流れ落ちる。
国の名勝に指定されており、日本の滝百選の1つにも数えられる。諸説あるが「日本三大名瀑」あるいは「日本三名瀑」の1つに数えられることがある。

## 概要
平安時代初期、慈覚大師が山形県の立石寺へ向かう途中、この地に留まり不動明王を安置したといわれている｡文政8年（1825年）、地元出身の知足上人が不動堂（北緯38度16分26.5秒 東経140度36分13.8秒 / 北緯38.274028度 東経140.603833度）を建立し、本尊を再興した。不動堂のある西光寺は、神仏習合が残る真言宗智山派の寺である。
秋保温泉に近く、観光客の来訪も多い。名取川右岸の秋保大滝駐車場から、滝見台（北緯38度16分29.6秒 東経140度36分13.9秒 / 北緯38.274889度 東経140.603861度）および不動滝橋（北緯38度16分30.5秒 東経140度36分18秒 / 北緯38.275139度 東経140.60500度） を経由して、秋保大滝の滝壺を最も近くで見られる名取川左岸（北緯38度16分31.4秒 東経140度36分13.4秒 / 北緯38.275389度 東経140.603722度）までの1.0kmは『新・奥の細道「秋保大滝パノラマのみち」』（秋保大滝遊歩道）として整備されている。付近には仙台市秋保大滝植物公園がある。厳冬期の2月上旬頃には、秋保大滝が凍る場合がある。

## ギャラリー

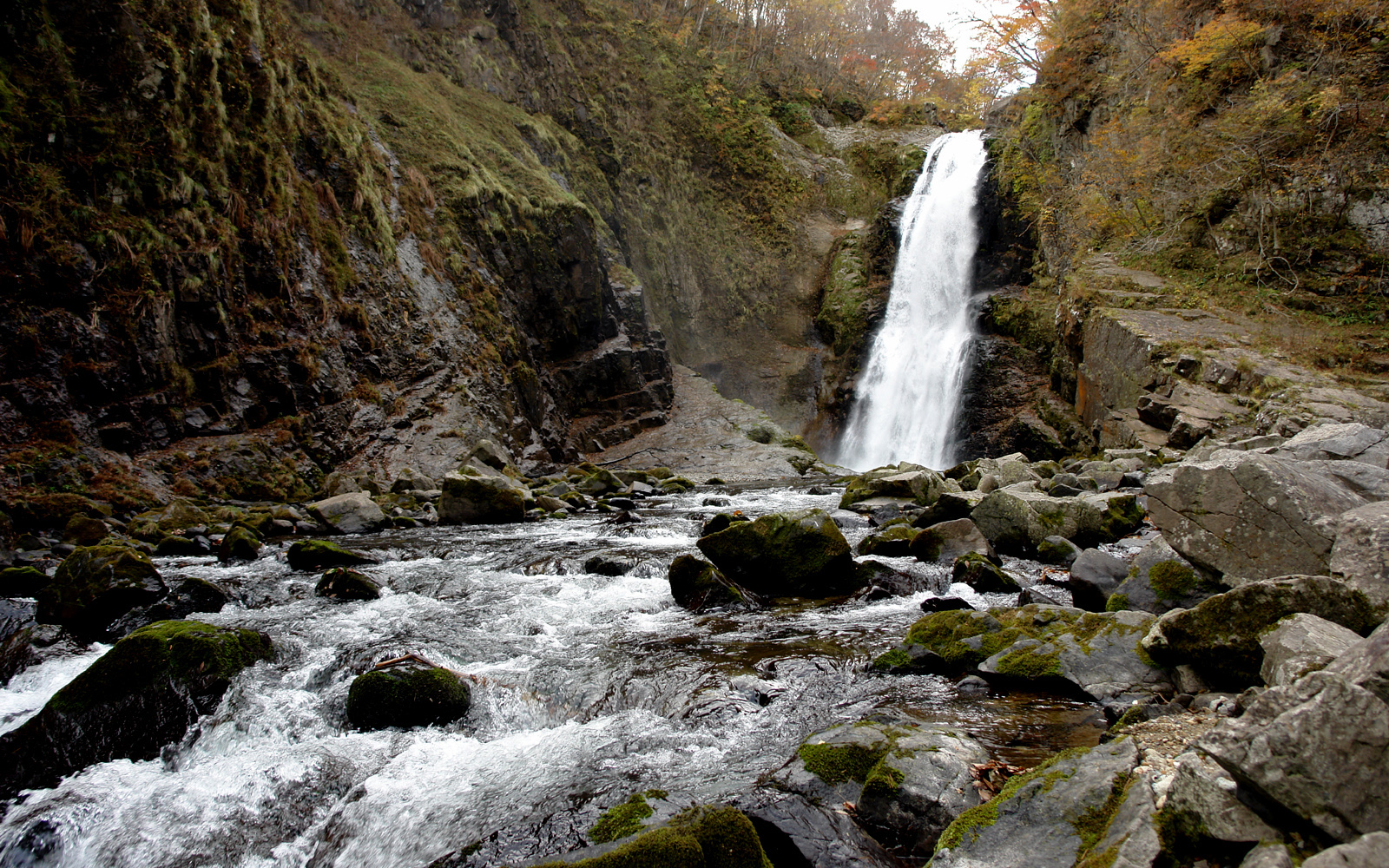
滝壺からの眺め
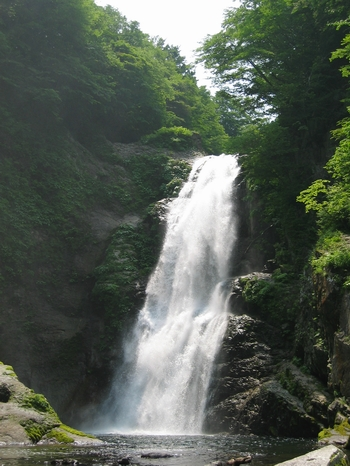
5月の秋保大滝
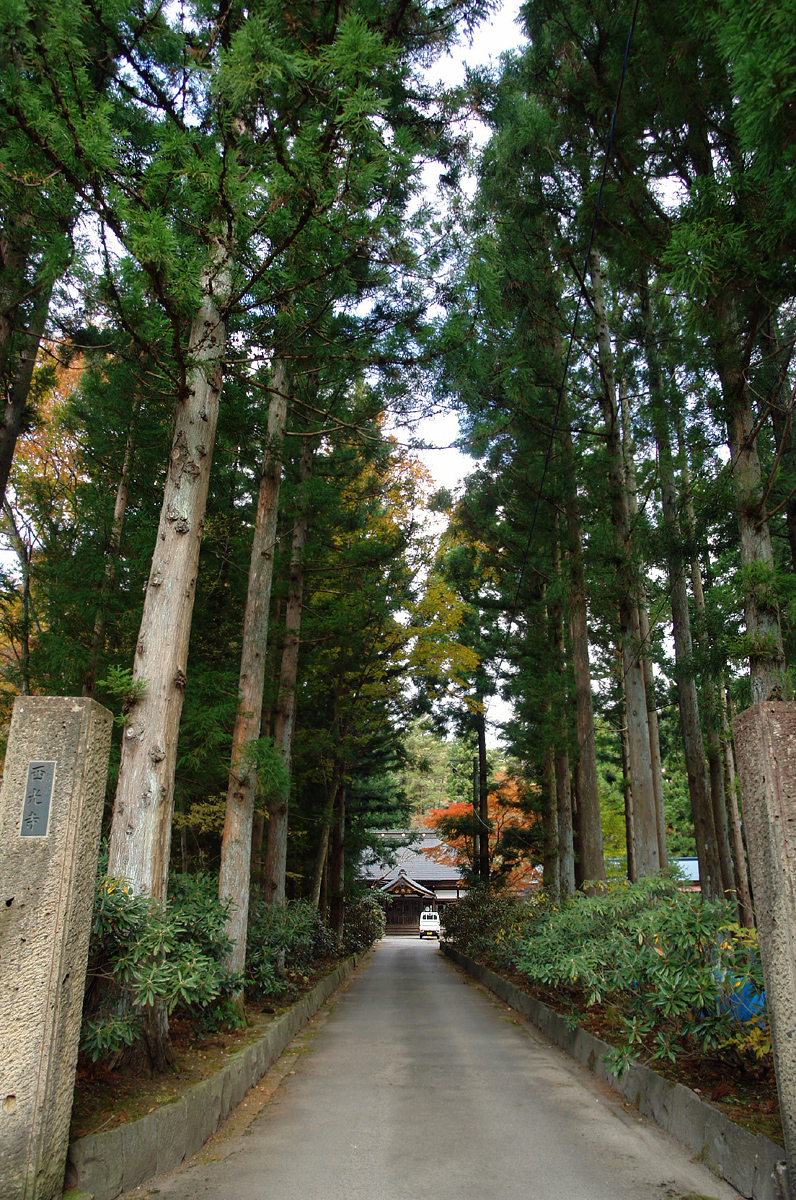
西光寺
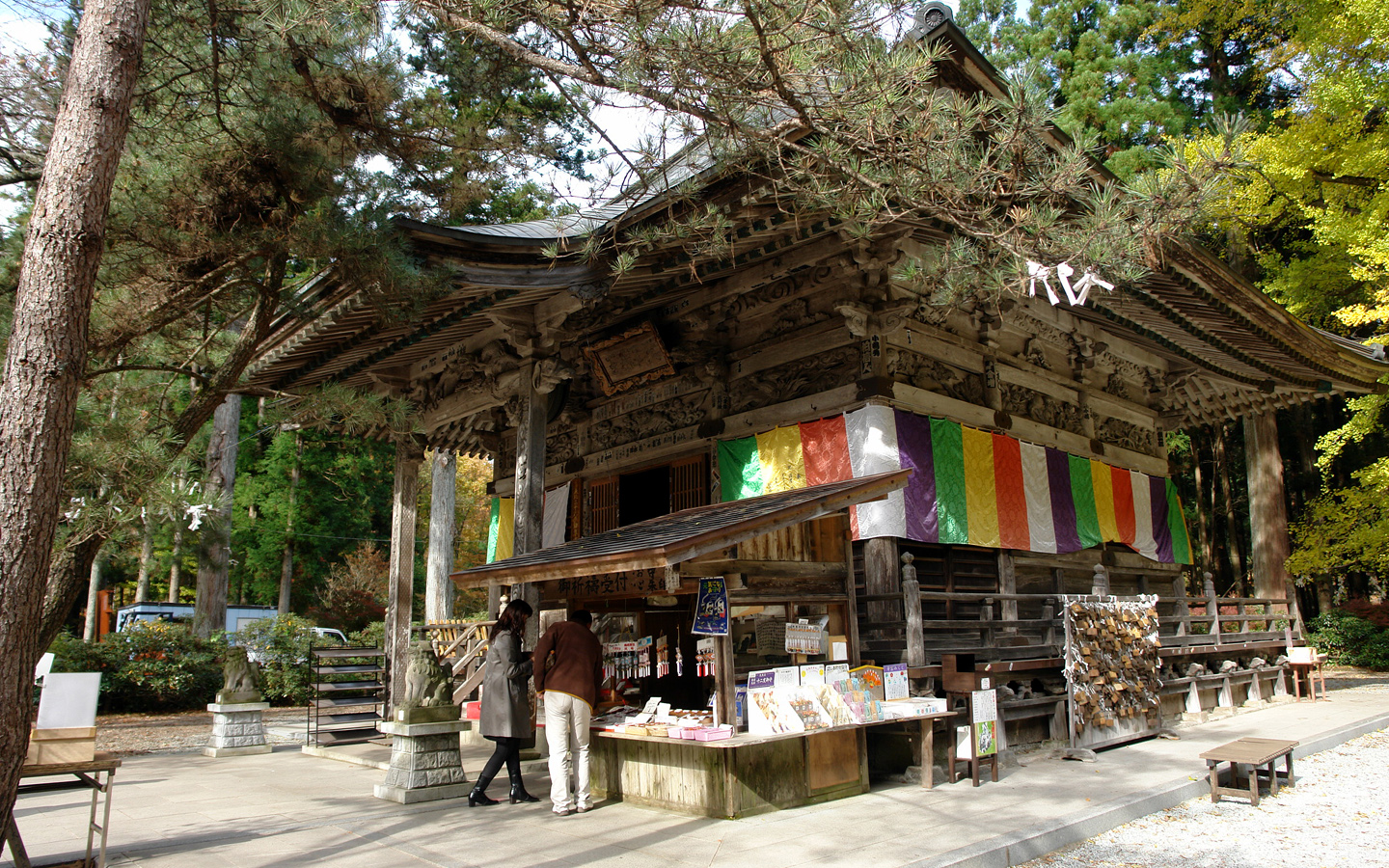
秋保大滝不動尊

## 周辺観光地
地図上では仙台ハイランドが近くにあるが、秋保大滝方面とは自動車が通れる直達経路が無いため迂回が必要。
宮城県側
- 仙台市秋保大滝植物園（4月～11月）
- 鷹の巣山
- 秋保温泉
- 二口温泉
- 二口峡谷

山形県側
- 立石寺

## アクセス
- バス：

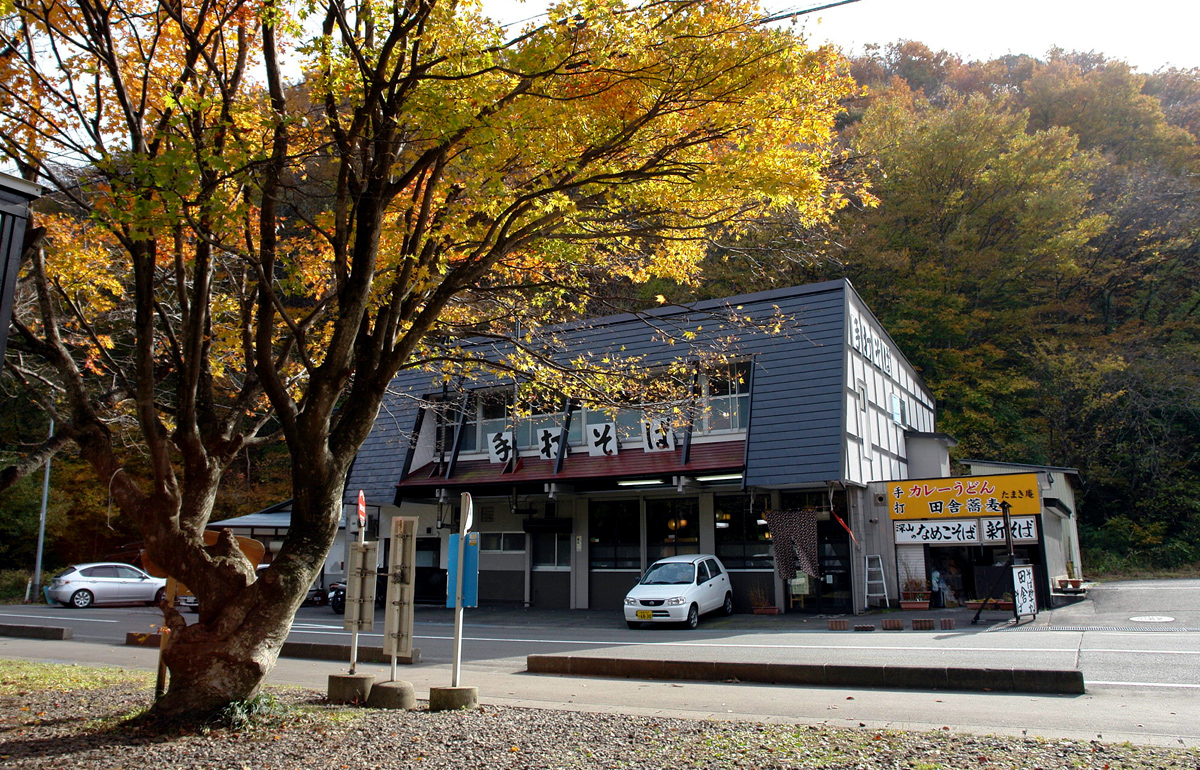
秋保大滝バス停

  - （土日･祝日のみ運行）仙台駅西口バスプール8番ポールから宮城交通バス「秋保大滝行」に1時間25分ほど乗り[5]、「秋保大滝」停留所下車、徒歩5分
  - JR仙山線・愛子駅バスプール2番ポールから仙台市営バス「野尻町北行」または「二口温泉行」に38分ほど乗り[5]、「秋保大滝」停留所下車、徒歩5分。
- ハイキングコース：
  - 国道48号・ニッカ橋から、ふるさと緑の道で約13km、徒歩約3時間半[6]。

- 自家用車：

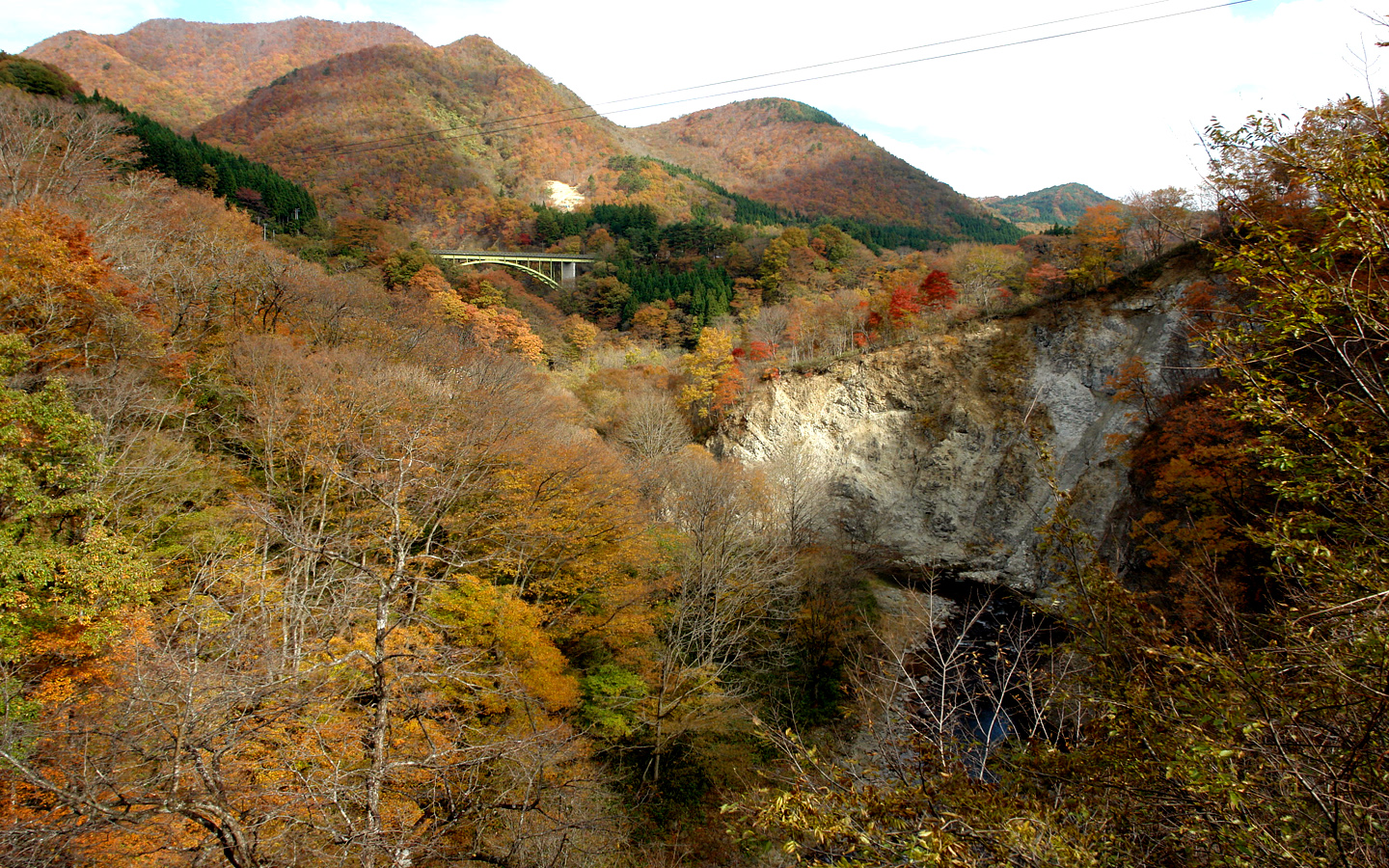
県道仙台山寺線の代替路である市道上の原森安線が通る秋保大橋（1989年（平成元年）3月竣工）の遠景。

  - 東北自動車道・仙台南ICより、国道286号および宮城県道・山形県道62号仙台山寺線で約22km。
  - 東北自動車道・仙台宮城ICより、国道48号、国道457号および宮城県道・山形県道62号仙台山寺線で約23km。
  - 山形自動車道・宮城川崎ICより、国道457号および宮城県道・山形県道62号仙台山寺線で約26km。
- 無料駐車場
  - 秋保大滝駐車場：150台[5]
  - 不動滝橋北詰の駐車場：約10台